# Rasso

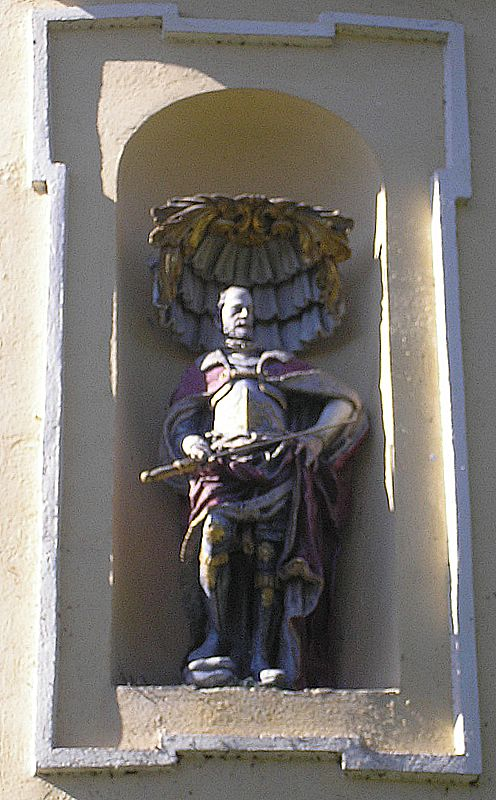
Scultura di Rasso nell'abside della chiesa di San Rasso, Grafrath.

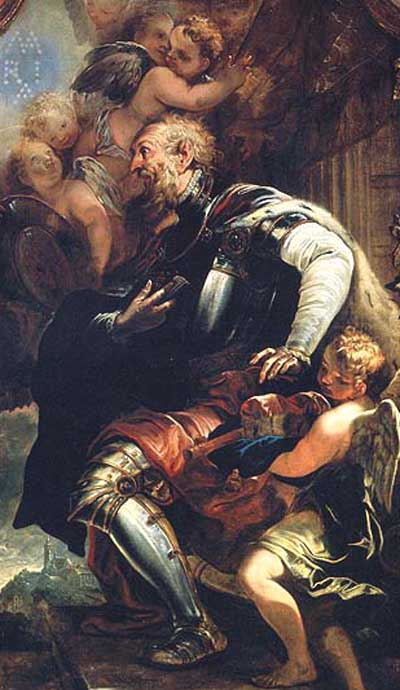
Pala d'altare di Johann Andreas Wolff posto sull'altare di Rasso nella chiesa di pellegrinaggio di Andechs

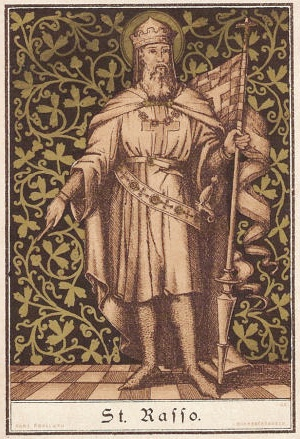
San Rasso, immagine devozionale del 1860 circa

Rasso (anche Ratho, Ratt, Rath o Gráfrath) fu un conte, nominato a tale carica da un sovrano franco in Baviera nell'alto medioevo, responsabile dell'area tra Amper, il lago di Ammer e il lago di Starnberger. A circa cinque chilometri a nord del lago di Ammer fondò un monastero benedettino sull'isola di Wörth sull'Amper, vi costruì una chiesa, raccolse preziose reliquie per la chiesa provenienti dalla Terra santa e da Roma, fece realizzare una tomba in essa e vi fu sepolto dopo la sua morte. Il monastero fu poi spostato a Dießen, le reliquie portate ad Andechs, ma la tomba presente a Wörth rimase in quel luogo e divenne presto meta di molti pellegrini, tanto che il luogo fu chiamato già nel Medioevo San Grafrath, dal nome del conte che vi era stato sepolto e che era venerato come santo dalla popolazione.
Nel più antico necrologio di Dießen, il 19 giugno è indicato come data di morte e quindi come data di commemorazione. L'anno di morte non è menzionato. Solo secoli dopo, nella seconda metà del XIV secolo, anche il cronista Alberto di Dießen fornì una data, il 954, come anno di fondazione del monastero. Questa data, non supportata da alcuna fonte, è oggi generalmente respinta, così come la consacrazione della chiesa da parte del vescovo Ulrico di Augusta, anch'essa non documentata. Poiché Alberto nomina un conte Razzo come fondatore del monastero di Wörth, gli storici moderni presumono che si riferisca al conte Razo di Dießen, attestato in un documento tradizionale di Frisinga circa cento anni dopo. Tuttavia, questo Razo come de Diezen non può essere collegato alla fondazione di un monastero a Wörth.
Per questo motivo, è stato recentemente sostenuto che è meglio seguire la tradizione dei primi Andechs, secondo la quale il conte Rasso/Rath non era un conte di Dießen del X o XI secolo, ma viveva e operava come conte in epoca carolingia, e che la sua fondazione del monastero o la sua morte dovrebbero essere datate cento anni prima, cioè all'854. Ciò può essere dimostrato come probabile dalla stessa datazione di Alberto: questo cita come fratello di Rasso il conte Federico e riferisce che sua moglie Kunissa costruì la chiesa di Santo Stefano a Dießen nel 1020. Se ciò avvenne nel 1020 (come attesta un'iscrizione rinvenuta nella sua tomba), è impossibile che Rasso abbia fondato il suo monastero nel 954 o che sia morto nella suddetta data, dato che a quell'epoca il conte Federico e sua moglie, storicamente attestati, erano appena nati. A causa di questa evidente incongruenza, possiamo supporre che Alberto non abbia inventato l'anno 954, ma si sia affidato a una fonte. Sappiamo dallo scritto di Alberto, dal titolo di Epitaphium praelatorum in Dyezzen, che le iscrizioni tombali detenevano per la sua metodologia un ruolo speciale come fonte. Ha anche ipotizzato che Kunissa avesse un'iscrizione funeraria. Sulla tavoletta di argilla citata, l'anno di morte è inciso M°XX. Alberto lo riporta quindi come M°xx nel suo manoscritto (clm 14594, f. 26v). Nello stesso manoscritto (f. 28v) indica l'anno dcccc° Liiij di fondazione di Rasso. È chiaro che in questo caso la sua fonte non poteva contenere l'inequivocabile segno M per 1000, come in Kunissa, ma poteva contenere l'inequivocabile segno L per un anno di cinquanta, motivo per cui Alberto non volle cambiarla. L'unica possibilità che rimane è che abbia letto una C di troppo sulla sua fonte, forse la vecchia lastra tombale, cioè DCCCCLIV (954) invece di DCCCLIV (854). L'ipotesi di una prima fondazione di un monastero a Wörth nell'854 risolve le contraddizioni e si adatta alla tradizione di Andechs.
Il conte Rath/Rasso era ricordato dal popolo per la sua funzione di conte nel cuore della successiva contea di Andechs, motivo per cui nelle fonti medievali è indicato anche come conte di Andechs, ma soprattutto per essere stato il fondatore di una chiesa e di un monastero, per essere stato pellegrino e collezionista di reliquie, e come colui che per ultimo entrò come fratello laico nel monastero da lui fondato e vi morì in odore di santità. Così le sue insegne nelle rappresentazioni pittoriche sono da un lato armatura, il cappello e il mantello da principe, il scettro e la bandiera bavarese, mentre dall'altro il modello o la pianta della chiesa, la veste da pellegrino, lo scapolare, la regola benedettina e l'abito religioso.

## Il nome
A livello popolare e nelle biografie tedesche, il fondatore del monastero di Wörth era chiamato "Graf [conte] Rath" o "sand Gráfrath" fino alla metà del XIX secolo. Per questo, già nel Medioevo, il luogo in cui sorge la chiesa con la sua tomba fu chiamato in suo onore San Grafrath. Quando i due villaggi vicini di Unteralting e Wildenroth si fusero nel 1972 nell'ambito della riforma regionale, decisero di assumere anche il nome di Grafrath, che all'epoca era già il nome della stazione ferroviaria che era stata creata per i pellegrini di San Grafrath nel 1873. La forma del nome "Razzo (Rasso)" risale probabilmente a un antico cronista di Dießen che cambiò in modo simile anche il nome del fondatore di Santo Stefano a Dießen. Secondo la targa di iscrizione citata, in realtà si chiamava Chunigunt. Come per il fondatore di Grafrath, il cronista sostituì la dentale alla fine del nome germanico con una spirante e aggiunse una desinenza nominativa latina, così che Kuni-gunt divenne Kuni-ssa e Ra-th o Ra-told divenne Ra-sso. Questa modifica è conforme allo spostamento del suono dell'alto tedesco antico, per cui è possibile che rifletta anche nella scrittura un cambiamento avvenuto nella pronuncia di t in ss.

## Fonti

### Fonti non scritte
Il conte Rasso/Rath è attestato per la prima volta da fonti non scritte, ovvero dalla sua tomba al centro della chiesa di pellegrinaggio di San Rasso, per la quale esiste una tradizione ininterrotta, e dalle sue ossa, che furono estratte dalla tomba posta a terra nel 1468 e risepolte in una tomba alta nello stesso luogo fuori dalla terra. L'iscrizione sulla lastra tombale, realizzata all'epoca in marmo rosso, recita: "Hie ligt wegraben der edel fürst und Graf sand Rasso der ditz Gotzhaus zum ersten hat gestifft in den eren unsers lieben herren und hie will wartten des jüngsten tags" (Qui giace sepolto il nobile principe e conte sand (?) Rasso che per primo fondò la casa di Dio nelle terre del nostro caro signore e qui attenderà l'ultimo giorno). Dopo la costruzione dell'attuale chiesa barocca, le ossa furono collocate sull'altare maggiore nel 1695. Tuttavia, il luogo di sepoltura originale è stato preservato grazie alla venerazione di questa da parte della popolazione.
Sia la tomba in lastre di pietra nascosta nel terreno che il cranio della reliquia del fondatore sono stati confermati nel 2003 da indagini archeologiche e antropologiche come appartenenti all'alto Medioevo. Sulla base delle ossa sollevate, viene descritto come un uomo di altezza eccezionale.

### Fonti scritte
Poiché il monastero decadde già nel Medioevo, non sono sopravvissute fonti scritte del suo tempo, ma ad Andechs e Dießen si trova un ampio materiale scritto di epoca successiva. Ciò si spiega con le seguenti ragioni:
Da un lato, il fondatore della chiesa, come altri nobili del suo tempo, aveva raccolto preziose reliquie per dare un significato speciale alla sua fondazione e per mettere al sicuro la sua tomba ad sanctos (nelle immediate vicinanze di questi santuari). Quando il monastero decadde, queste reliquie giunsero ad Andechs "con tutti i gioielli della chiesa" (secondo quanto riportato in un antico messale), dove costituirono la base del noto tesoro del santuario. Così il fondatore di Grafrath entrò a far parte della storia di Andechs e in tutte le fonti antiche viene menzionato e onorato come conte di Andechs.
In secondo luogo, nel 1132 papa Innocenzo II donò i resti della fondazione del monastero di Grafrath al nuovo monastero di canonici di Dießen, che era l'Hauskloster dei conti di Andechs. Quando la stirpe degli Andechs si estinse cento anni dopo, i canonici di Dießen si fecero carico della commemorazione e il già citato cronista Alberto di Dießen mise per iscritto gli inizi di Grafrath in una breve relazione di fondazione.

### Tradizione di Andech
Secondo la più antica tradizione di Andechs, Ratho era un nobile franco che visse al tempo di Carlo Magno († 814) e che fu nominato comes nella zona tra il lago Ammersee e il lago Starnberg. Ai piedi del suo castello di Ratenberg, che secondo il cronista più tardo Keferloher sorgeva sull'odierno Michelsberg, sull'alta riva meridionale sopra l'Amper, fondò un monastero benedettino e vi costruì una chiesa dedicata a Gesù e ai suoi apostoli Filippo e Giacomo il Giovane. Acquistò preziose reliquie signorili e sante per la sua fondazione durante un pellegrinaggio a Costantinopoli, Gerusalemme, Roma e Milano, al ritorno entrò nel suo monastero come fratello laico, morì in odore di santità e fu sepolto nella chiesa con le reliquie che aveva raccolto. La fine del monastero è in parte attribuita alla secolarizzazione dei beni monastici da parte del duca Arnolfo († 937) all'inizio del X secolo. Inoltre, alcune voci del noto messale di Andechs indicano uno scioglimento del monastero all'inizio del XII secolo.

### Tradizione di Dießen
I cronisti di Dießen si basano inizialmente sulle fonti di Andechs, ma per quanto riguarda la vita del fondatore della chiesa seguono la datazione del canonico Alberto e in seguito aggiungono ciò che lo storico bavarese Aventin, nella sua opera storica Annales ducum Boiariae, basandosi sul presunto anno di fondazione del monastero, il 954, ha creduto di poter scoprire sulla vita e le gesta del conte Ratho attraverso un'abile combinazione. Aventin fa riferimento a "Ratho" - nel nome non segue Alberto, ma probabilmente correttamente la tradizione popolare - come figlio del conte Rathold, capostipite dei conti di Dießen, quest'ultimo figlio dell'imperatore Arnolfo di Carinzia. Gli conferisce il titolo di margravio d'Austria e gli attribuisce, in questa veste, due importanti vittorie che avrebbe ottenuto con il duca di Baviera Enrico I nel 948 vicino a Mauerkirchen. Gli fa intraprendere il pellegrinaggio a Gerusalemme insieme alla moglie di Enrico, Giuditta. Per quanto riguarda la fine del monastero di Wörth, Aventin va oltre Alberto di Dießen. Mentre quest'ultimo parla solo genericamente di distruzione da parte di "nemici e invasori di chiese", Aventin, senza poter fornire fonti, è il primo a collegare la fine del monastero con l'invasione ungherese del 955.

### Valutazione delle tradizioni
La fondazione di un monastero da parte del conte Rath/Rasso sull'isola di Wörth, in seguito Grafrath, la raccolta di reliquie per la chiesa appena costruita durante un pellegrinaggio, l'ingresso nel monastero e la sepoltura dopo la morte nella chiesa da lui stesso fondata, sono queste le cose su cui concordano la tradizione di Andechs, i cronisti di Dießen e lo storico bavarese Aventin, e non c'è motivo plausibile per dubitarne, tanto più che tutto ciò è suggerito anche dalle fonti non scritte (tomba e ossa). D'altra parte, però, si dovrà dire che le affermazioni sull'ascendenza e la famiglia, la partecipazione a tornei cavallereschi, la nomina a comandante dell'esercito da parte del duca Enrico, fratello di Ottone il Grande, gli eccezionali risultati militari nella battaglia contro gli Ungari, la data esatta della morte, tutte queste cose, diffuse dai canoni di Dießen in molte biografie a partire dal XVI secolo, si rivelano meri costrutti. La tradizione di Andechs non include questi dettagli biografici ed è quindi più credibile. Ciò che riporta del conte - se si prescinde dai numerosi titoli che gli sono stati attribuiti e dalla presunta partecipazione a una crociata prima del suo pellegrinaggio in Terra Santa - appare coerente in sé, si adatta all'epoca dei Carolingi e ai riscontri delle fonti non scritte. Negli scritti di Andechs si trovano anche riferimenti credibili a uno scioglimento del monastero di Grafrath e al trasferimento delle reliquie prima a Wolfratshausen e poi ad Andechs da parte dei conti Ottone III di Wolfratshausen e Bertoldo II di Andechs all'inizio del XII secolo, oltre ad accuse non verificabili di colpevolezza nei confronti del duca Arnolfo il Cattivo.

## La popolarità

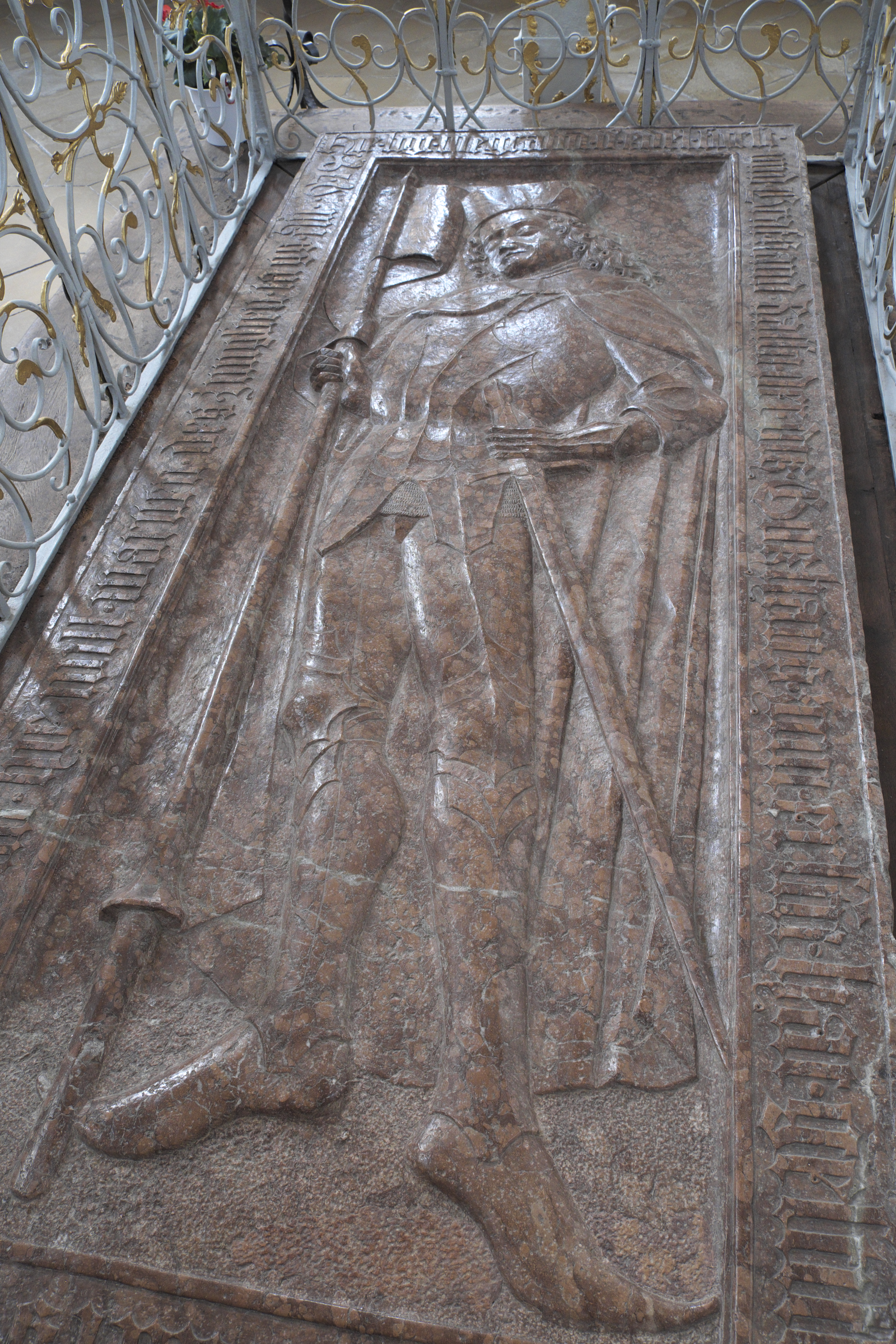
Tomba di San Rasso nella chiesa a lui dedicata dedicata a Grafrath

All'inizio il conte era venerato come un santo dal popolo e davanti al suo nome veniva posta della sabbia o un santino (ad esempio, in un documento ducale del 1390). Le fonti confermano anche che la sua tomba era già visitata nel Medioevo da molti pellegrini provenienti da tutta la Baviera meridionale e orientale, dalla Svevia e dal Tirolo, grazie ai miracoli che avvenivano qui giorno e notte senza sosta. Il santo veniva invocato soprattutto per le malattie "segrete" e "vergognose", come quelle addominali, i calcoli e le fratture. Da dove provenga questa tradizione rimane un mistero. Né nelle prime fonti né nelle biografie successive vi sono indicazioni in tal senso.
Nel 1444, i miracoli riportati dai guariti cominciarono a essere messi per iscritto. Fino alla secolarizzazione del 1803, sono attestati almeno sei libri dei miracoli, ma solo tre sono sopravvissuti: uno per gli anni 1444-1501 e 1558-1595, il secondo 1639-1691, il terzo 1692-1728. Essi contengono quasi 13.000 voci. Tuttavia, gli archivi del monastero contengono anche resoconti di aiuti miracolosi fino ai giorni nostri.
La festa di San Rasso si celebra ancora oggi a Grafrath, Untergammenried, frazione di Bad Wörishofen, e Untermühlhausen il 19 giugno e la domenica successiva. Le prove di questa venerazione, un tempo molto diffusa, si trovano ancora in molti altri luoghi:
Ci sono quattro raffigurazioni di Rasso nella cattedrale di Monaco, tra cui la statua a grandezza naturale realizzata dal Meister von Rabenden intorno al 1520. È presente sette volte nella chiesa di Andechs e quattro volte a Dießen. Un gioiello particolare è la piccola chiesa rococò di Untergammenried a lui dedicata. Altre tracce si trovano a Monaco di Baviera (Maria Schutz a Pasing, St. Massimiliano, Albertinum), poi a Dettenschwang e Wolfgrub presso Dießen, a Utting, Landsberg am Lech, Untermühlhausen (Penzing), Kaufering, Schmiechen, Epfach presso Schongau, sull'Auerberg, a Schweinegg (Eisenberg presso Füssen), Bad Oberdorf (Hindelang), Schwaig (Oberding presso Erding), Isen presso Erding, Hofolding (Brunnthal), Vagen (Feldkirchen-Westerham), Reichertshausen (Egling vicino a Wolfratshausen), Partenkirchen, Egern, Emmering, Dachau, Riedenzhofen (Röhrmoos), Jarzt (Fahrenzhausen), Machtenstein, Landshut, Unterköllnbach e Altfraunhofen vicino a Landshut, Donauwörth, Bergen vicino a Neuburg, Ingolstadt.

## Curiosità
- A Fürstenfeldbruck a lui è intitolato il Graf-Rasso-Gymnasium, a Monaco la Rassogasse ad Aubing.
- A Grafrath, l'asilo nido non lontano dal monastero ha preso il nome di "Rassobande".
- L'Ufficio di polizia criminale bavarese (BLKA) utilizza il soprannome "Rasso" nel traffico radiofonico BOS.